# Danh pháp hành tinh

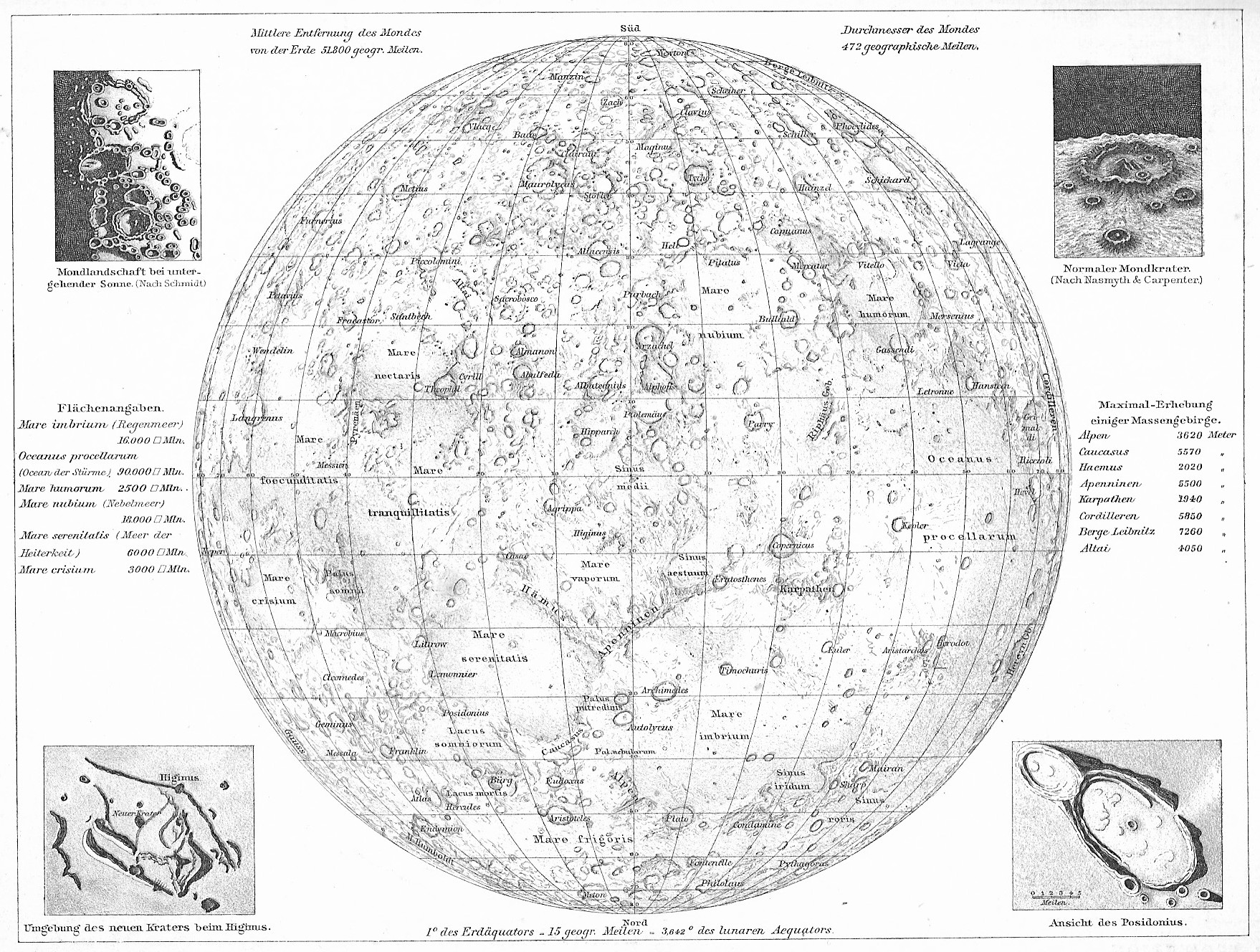
Bản đồ Mặt Trăng từ Andrees Allgemeiner Handatlas được ấn bản lần đầu tiên trước hội nghị của IAU vào năm 1881.

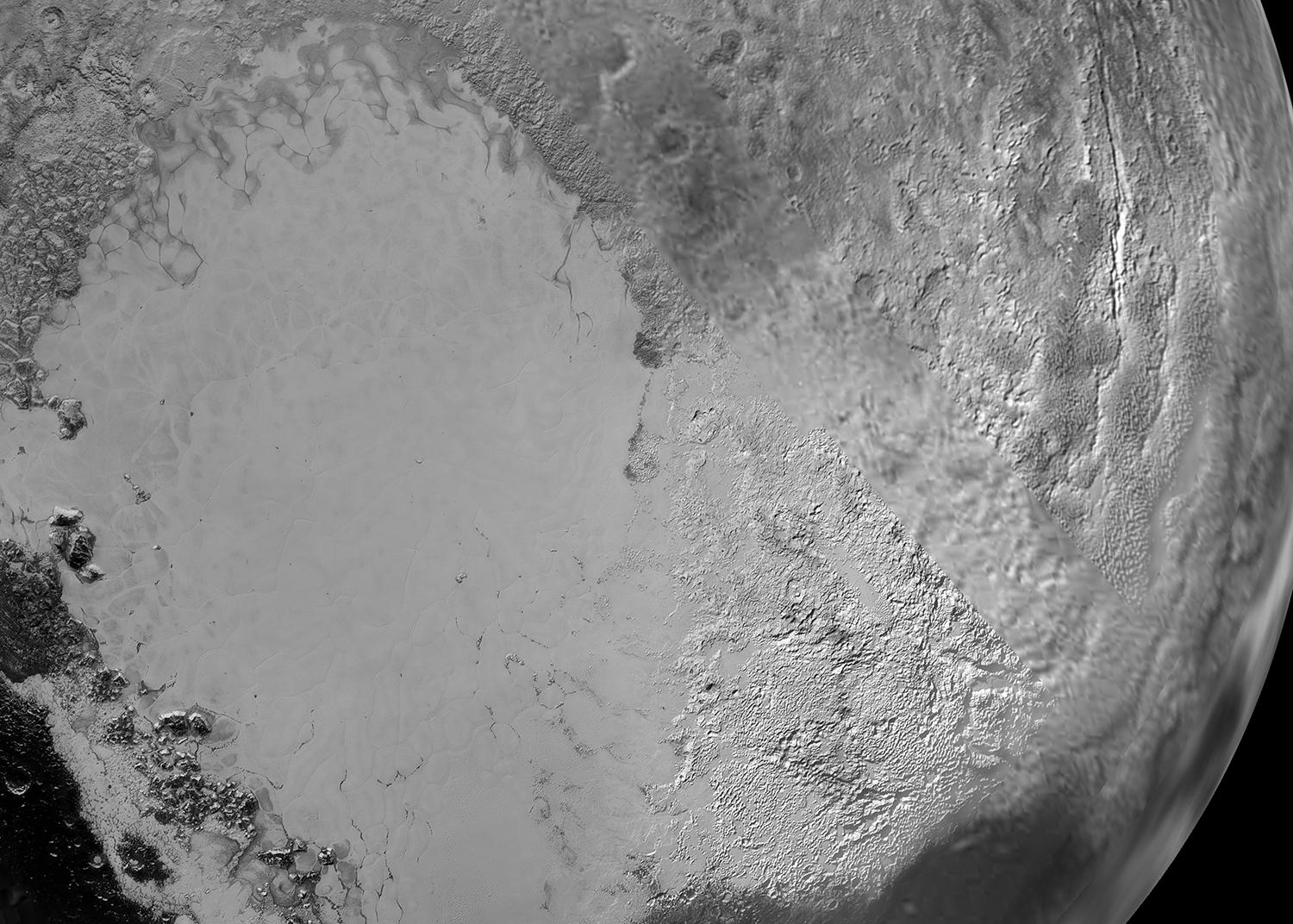
Ảnh chụp chi tiết về Tombaugh Regio, một bức tranh khảm được dựng lên từ các bức ảnh đơn sắc do tàu New Horizons chụp.

Danh pháp hành tinh là một hệ thống những đặc trưng duy nhất được xác định trên bề mặt của một hành tinh hoặc một vệ tinh tự nhiên để xác định vị trí, mô tả và thảo luận những đặc trưng đó một cách dễ dàng. Kể từ khi phát minh ra kính viễn vọng, các nhà thiên văn học đặt tên những đặc trưng bề mặt mà họ đã nhận ra, đặc biệt là trên bề mặt của Mặt Trăng và Sao Hỏa. Để thành lập một cơ quan có thẩm quyền về danh pháp hành tinh, Liên đoàn Thiên văn Quốc tế (IAU) được thành lập vào năm 1919 để định danh và tiêu chuẩn hóa tên gọi cho những đặc trưng trên các thiên thể trong Hệ Mặt Trời.

## Các quy tắc và quy ước của IAU
Những cái tên được IAU thông qua phải tuân theo nhiều quy tắc và quy ước khác nhau được Hiệp hội thiết lập và sửa đổi qua nhiều năm. Chúng bao gồm:
1. Danh pháp là một công cụ và điều cần cân nhắc đầu tiên khiến trở nên đơn giản, rõ ràng và không mơ hồ.
2. Nhìn chung, tên chính thức sẽ không được đặt tên cho các đặc trưng (feature) có kích thước dài dưới 100 mét, mặc dù có khả năng ngoại lệ đối với các đặc trưng nhỏ hơn có được sự quan tâm đặc biệt về mặt khoa học.
3. Số lượng tên gọi được chọn cho mỗi vật thể nên được giữ ở mức tối thiểu. Chỉ nên đặt tên cho các đặc trưng địa lý khi chúng có được sự quan tâm đặc biệt về mặt khoa học và khi việc đặt tên cho các đặc trưng địa lý đó hữu ích cho cộng đồng khoa học và bản đồ nói chung.
4. Không cho phép dùng chung một tên gọi đặc trưng bề mặt trên hai hoặc nhiều vật thể và trùng tên với các vệ tinh và hành tinh vi hình. Có thể cho phép khi tên gọi đặc biệt trở nên phù hợp và khả năng gây nhầm lẫn là rất nhỏ.
5. Tên riêng được chọn cho mỗi vật thể phải được thể hiện bằng ngôn ngữ xuất xứ. Nên cung cấp phiên âm cho nhiều bảng chữ cái khác nhau, nhưng sẽ không có bản dịch từ ngôn ngữ này sang ngôn ngữ khác.
6. Nếu có khả năng thì nên sử dụng và mở rộng các chủ đề được thiết lập trong danh pháp Hệ Mặt Trời sơ khai (early solar system nomenclature).
7. Danh pháp Hệ Mặt Trời phải mang tính quốc tế trong việc lựa chọn tên gọi. Những đề nghị được đệ trình lên Ủy ban Quốc gia của IAU (IAU national committee) sẽ được xem xét, nhưng việc lựa chọn tên gọi cuối cùng là trách nhiệm của Hiệp hội Thiên văn Quốc tế. Khi thích hợp, WGPSN sẽ ủng hộ mạnh mẽ việc lựa chọn tên gọi công bằng từ các nhóm dân tộc, quốc gia và giới tính trên mỗi bản đồ. Tuy nhiên, khả năng tên gọi từ quốc gia dự định hạ cánh được cho phép cao hơn trên bản đồ địa điểm hạ cánh.
8. Không được sử dụng tên gọi có ý nghĩa chính trị, quân sự hoặc tôn giáo (trong thời hiện đại), ngoại trừ tên gọi của các nhân vật chính trị trước thế kỷ 19.
9. Việc tưởng nhớ những người trên các thiên thể hành tinh (planetary body) thường không phải là một mục tiêu mà có thể được thực hiện trong những trường hợp đặc biệt và chỉ dành cho những người có địa vị cao và lâu dài trên trường quốc tế. Người được vinh danh như vậy phải mất ít nhất ba năm.
10. Khi có nhiều cách viết tên gọi đặc trưng thì nên sử dụng cách viết mà người đó ưa thích hoặc sử dụng trong tài liệu tham khảo có thẩm quyền. Dấu phụ là một phần cần thiết của tên gọi đó và sẽ được sử dụng.
11. Danh pháp về vành đai hành tinh và danh pháp về khoảng trống vành đai cũng như tên gọi cho các vệ tinh mới được phát hiện được phát triển trong sự cân nhắc chung giữa WGPSN và Ủy ban IAU 20 (IAU Commission 20). Tên gọi sẽ không được dùng cho các vệ tinh cho đến khi các thành phần quỹ đạo của chúng được biết đến một cách hợp lý hoặc các đặc trưng xác định đã được xác định trên chúng.
12. Các nguồn có thể truy cập và có thẩm quyền, bao gồm các nguồn Internet, là bắt buộc đối với tên gọi được sử dụng. Wikipedia không đủ làm nguồn nhưng có thể hữu ích trong việc xác định các nguồn thích hợp.

Ngoài các quy tắc chung này, mỗi nhóm nhiệm vụ (task group) còn phát triển các quy ước bổ sung khi xây dựng một danh pháp thú vị và có ý nghĩa cho từng thiên thể.

## Thuật ngữ mô tả
| Đặc trưng                       | Mô tả | Định danh |
| ------------------------------- | --- | --------- |
| Địa hình suất phản chiếu        | Vùng thể hiện sự tương phản về độ sáng hoặc độ tối (suất phản chiếu) với những vùng liền kề. Thuật ngữ này mang tính ngầm định. | AL        |
| Arcus, arcūs                    | Đặc trưng bị bẻ cong. | AR        |
| Astrum, astra                   | Đặc trưng kiểu xuyên tâm trên Sao Kim | AS        |
| Catena, catenae                 | Một dãy các hố va chạm. Ví dụ: Enki Catena trên Ganymede. | CA        |
| Cavus, cavi                     | Hốc rỗng, vùng trũng có dốc đứng không đồng đều thường tạo thành một mảng hoặc một cụm. | CB        |
| Chaos                           | Một vùng có địa hình bị đứt gãy hoặc bị xáo trộn. Ví dụ: Iani Chaos trên Sao Hỏa. | CH        |
| Chasma, chasmata                | Vùng trũng sâu hoắm, kéo dài và có dốc đứng. Ví dụ: Eos Chasma trên Sao Hỏa. | CM        |
| Collis, colles                  | Một đồi nhỏ hoặc gò đồi. | CO        |
| Corona, coronae                 | Một đặc trưng hình bầu dục. Được sử dụng duy nhất trên Sao Kim và Miranda. | CR        |
| Crater, craters                 | Một vùng trũng hình tròn (hầu hết những trường hợp đặc trưng này được tạo ra bởi một vụ va chạm). Thuật ngữ này mang tính ngầm định. | AA        |
| Dorsum, dorsa                   | Dãy núi, đôi khi được gọi là "dãy núi xếp nếp". Ví dụ: Dorsum Buckland trên Mặt Trăng. | DO        |
| Tâm phun trào                   | Hoạt động núi lửa trên bề mặt Io. Thuật ngữ này mang tính ngầm định. | ER        |
| Facula, faculae                 | Vết sáng. | FA        |
| Farrum, farra                   | Cấu trúc giống như chiếc bánh kếp hoặc một dãy những cấu trúc giống vậy. Được sử dụng duy nhất trên Sao Kim. | FR        |
| Flexus, flexūs                  | Dãy núi dạng cong rất thấp, có kiểu vỏ sò. | FE        |
| Fluctus, fluctūs                | Địa hình được bao phủ bởi dòng chất lỏng chảy ra. Được sử dụng trên Sao Kim, Io, Titan và Sao Hỏa. | FL        |
| Flumen, flumina                 | Kênh đào trên Titan, có thể chứa chất lỏng. | FM        |
| Fossa, fossae                   | Một vùng trũng dài, hẹp và nông. | FO        |
| Fretum, freta                   | Eo biển nước lỏng nối hai vùng lớn hơn chứa chất lỏng. Được sử dụng duy nhất trên Titan. | FT        |
| Insula, insulae                 | Ốc đảo, một vùng đất liền bị tách ra (hoặc một nhóm các vùng như vậy) được bao quanh hoặc gần như bao quanh bởi một vùng nước lỏng (như biển hoặc hồ). Được sử dụng trên Titan. | IN        |
| Labes, labēs                    | Mảnh vụn trong sự kiện sạt lở đất. Chỉ được sử dụng trên Sao Hỏa và 1 Ceres. | LA        |
| Labyrinthus, labyrinthi         | Tổ hợp các thung lũng hoặc dãy núi giao lại với nhau. | LB        |
| Lacuna, lacunae                 | Vùng trũng có hình dạng không đồng đều, có bề ngoài trông như đáy hồ khô hạn. Được sử dụng trên Titan. | LU        |
| Lacus, lacūs                    | Một vùng "hồ" hoặc đồng bằng nhỏ trên Mặt Trăng và Sao Hỏa. Trên bề mặt Titan, một vùng "hồ" vật chất sẫm màu được cho là hydrocarbon lỏng hoặc một vùng bình nguyên nhỏ, tối với những đường ranh giới rõ ràng và rời rạc.                                                                         | LC        |
| Tên gọi vị trí hạ cánh          | Các đặc trưng trên Mặt Trăng tại hoặc gần vị trí hạ cạnh của phi vụ Apollo. | LF        |
| Đặc trưng lớn có vành           | Các đặc trưng có vành bí ẩn. | LG        |
| Lenticula, lenticulae           | Những điểm tối nhỏ trên Europa. | LE        |
| Linea, lineae                   | Vệt dài tối hoặc sáng, có thể mang hình dạng cong hoặc thẳng. | LI        |
| Lingula, lingulae               | Phần mở rộng của cao nguyên có vùng ranh giới dạng thùy có hình tròn hoặc hình chiếc lưỡi. | LN        |
| Lobus                           | Thùy trên hệ hai thiên thể tiếp xúc nhau. Hiện tại đặc trưng này thường được sử dụng trên Arrokoth. | LO        |
| Macula, maculae                 | Điểm tối, có thể có hình dạng không đồng đều. Được sử dụng trên Europa, Titan, Triton, Sao Diêm Vương và Charon. | MA        |
| Mare, maria                     | Một "biển". Trên Mặt Trăng, "biển" là một vùng bình nguyên trơn phẳng có suất phản chiếu tương đối thấp. Trên Sao Hỏa, "biển" là một vùng có suất phản chiếu tối, ví dụ: Mare Erythraeum. Còn trên Titan, "biển" là vùng lớn các vật chất sẫm màu được cho là hydrocarbon lỏng, ví dụ: Ligeia Mare. | ME        |
| Mensa, mensae                   | Một mỏm đá có mặt trên phẳng với các rìa kiểu vách đá. | MN        |
| Mons, montes                    | Từ mons ám chỉ ngọn núi. Còn từ montes ám chỉ đến dãy núi. Ví dụ: Olympus Mons trên Sao Hỏa, Maxwell Montes trên Sao Kim. | MO        |
| Oceanus                         | Vùng tối, rất lớn. Đặc trưng duy nhất thuộc loại định danh này là Oceanus Procellarum trên Mặt Trăng. | OC        |
| Palus, paludes                  | "Đầm lầy" hoặc một vùng bình nguyên nhỏ. Được sử dụng trên Mặt Trăng và Sao Hỏa. | PA        |
| Patera, paterae                 | Miệng núi lửa không đồng đều hoặc phức tạp với rìa kiểu vỏ sò, ví dụ: Ah Peku Patera trên Io. Thường ám chỉ đến vùng trũng có dạng đĩa trên đỉnh núi lửa. | PE        |
| Planitia, planitiae             | Vùng bình nguyên thấp. Ví dụ: Amazonis Planitia trên Sao Hỏa, Sputnik Planitia trên Sao Diêm Vương. | PL        |
| Planum, plana                   | Một vùng cao nguyên hoặc vùng bình nguyên cao. Ví dụ: Planum Boreum trên Sao Hỏa. | PM        |
| Plume, plumes                   | Một đặc trưng núi lửa băng trên Triton. Thuật ngữ này hiện không được sử dụng. | PU        |
| Promontorium, promontoria       | Mũi đất. Được sử dụng trên Mặt Trăng. | PR        |
| Regio, regiones                 | Một vùng rộng lớn được đánh dấu bởi sự phản xạ hoặc sự phân định màu sắc so với các vùng liền kề hay vùng địa lý lớn. Ví dụ: Tombaugh Regio trên Sao Diêm Vương. | RE        |
| Reticulum, reticula             | Một đặc trưng bề mặt dạng lưới trên Sao Kim. | RT        |
| Rima, rimae                     | Vùng vết nứt. Thường thấy trên bề mặt Mặt Trăng và 21 Lutetia. | RI        |
| Rupes, rupēs                    | Vách núi, dãy núi. | RU        |
| Saxum, saxa                     | Khối đá hoặc tảng đá. | SA        |
| Đặc trưng trên vệ tinh tự nhiên | Một đặc trưng cùng tên với đặc trưng có liên quan. | SF        |
| Scopulus, scopuli               | Thùy hoặc vách đá không đồng đều. | SC        |
| Serpens, serpentes              | Đặc trưng bề mặt hình sin với các vùng nâng lên và vùng hạ xuống trải theo chiều dài của nó. | SE        |
| Sinus, sinūs                    | "Vịnh" hoặc vùng bình nguyên nhỏ trên Mặt Trăng và Sao Hỏa, ví dụ: Sinus Meridiani trên Sao Hỏa. Trên Titan, đó là vịnh bên trong vùng chất lỏng. | SI        |
| Sulcus, sulci                   | Các gờ núi và dãy núi gần như song song. | SU        |
| Terra, terrae                   | Khối đất rộng lớn. Ví dụ: Arabia Terra trên Sao Hỏa, Aphrodite Terra trên Sao Kim. | TA        |
| Tessera, tesserae               | Một vùng địa hình hình đa giác, có dạng như ngói lợp nhà. Được sử dụng duy nhất trên Sao Kim. | TE        |
| Tholus, tholi                   | Núi vòm hoặc đồi nhỏ. Ví dụ: Hecates Tholus trên Sao Hỏa. | TH        |
| Unda, undae                     | Một cánh đồng phủ đầy đụn cát. Được sử dụng trên Sao Kim, Sao Hỏa và Titan. | UN        |
| Vallis, valles                  | Thung lũng. Ví dụ: Valles Marineris trên Sao Hỏa. | VA        |
| Vastitas, vastitates            | Vùng bình nguyên rộng lớn. Đặc trưng bề mặt duy nhất thuộc loại định danh này là Vastitas Borealis trên Sao Hỏa. | VS        |
| Virga, virgae                   | Đường sọc hoặc đường rãnh màu. Thuật ngữ này hiện được sử dụng duy nhất trên Titan. | VI        |

## Danh mục đối với đặc trưng bể mặt trên các hành tinh và vệ tinh tự nhiên

### Sao Thủy

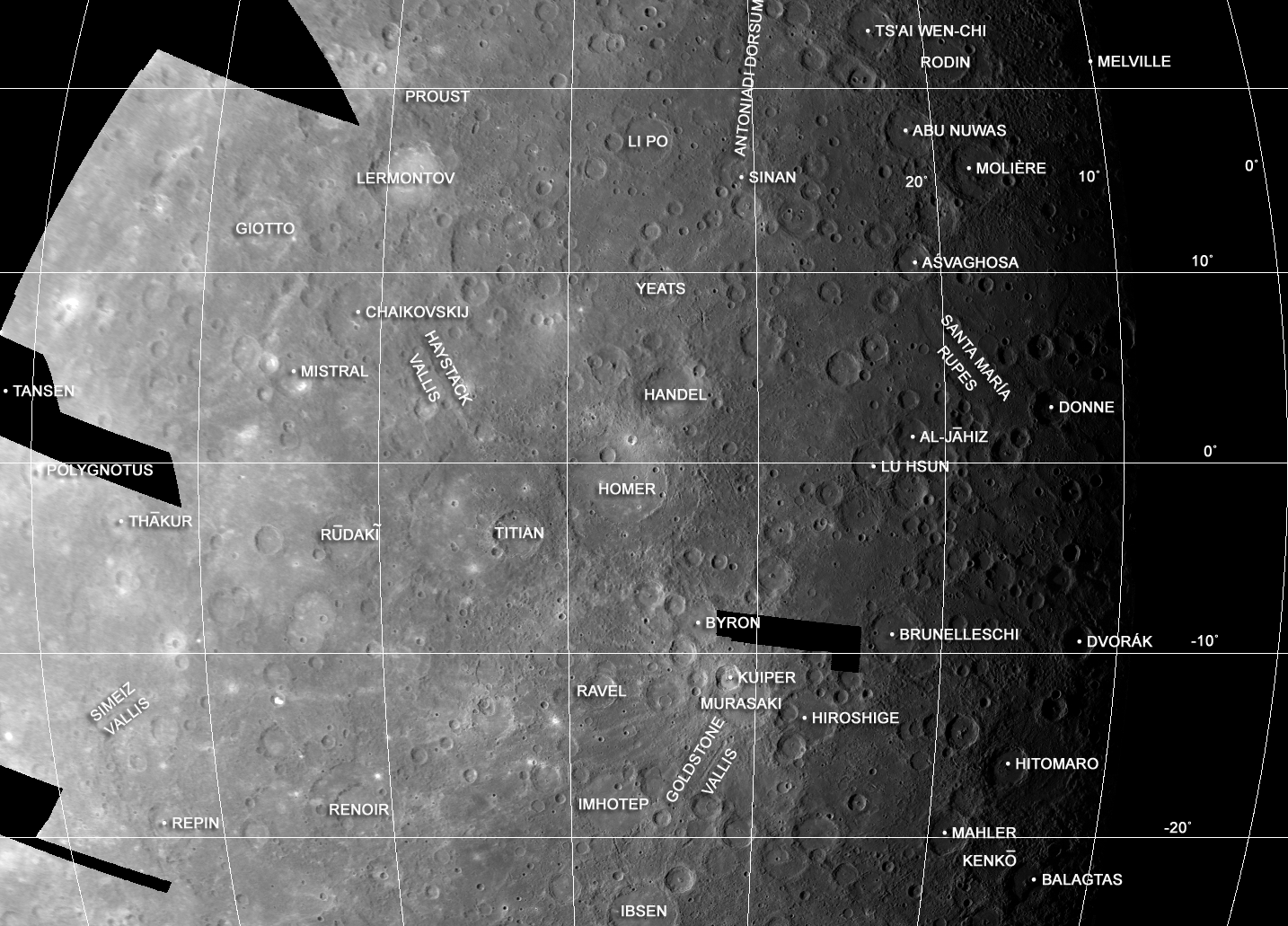
Ảnh ví dụ về danh pháp các đặc trưng bề mặt trên Sao Thủy nhìn từ vùng tứ giác Kuiper.

| Loại đặc trưng bề mặt | Chú thích | Quy ước đặt tên |
| --------------------- | --------- | --- |
| Catenae               |           | Những cơ sở kính viễn vọng vô tuyến. |
| Crater                |           | Những tác giả, họa sĩ, nhạc sĩ, nghệ sĩ nổi tiếng đã qua đời. |
| Dorsa                 |           | Những nhà thiên văn học đã thực hiện nghiên cứu chi tiết về hành tinh.                                                                                           |
| Facula                |           | Từ "rắn" (snake) trong nhiều ngôn ngữ khác nhau. |
| Fossae                |           | Những công trình kiến trúc tiêu biểu. |
| Montes                |           | Chữ "nóng" (hot) trong nhiều ngôn ngữ khác nhau. Hiện nay chỉ có một dãy núi được đặt tên là Caloris Montes, từ tiếng Latinh mang nghĩa "lượng nhiệt, sức nóng". |
| Planitiae             |           | Tên gọi "Mercury" (hành tinh hoặc vị thần) trong nhiều ngôn ngữ khác nhau. Có hai đặc trưng bề mặt ngoại lệ tồn tại.                                             |
| Rupēs                 |           | Những con tàu thám hiểm hoặc chuyến thám hiểm khoa học. |
| Valles                |           | Những thành phố, thị trấn hoặc khu định cư cổ xưa đã bị bỏ hoang.                                                                                                |

### Sao Kim
Tất cả đặc trưng bề mặt trên Sao Kim đều được đặt theo tên của các nhân vật nữ (nữ thần và phụ nữ trong sử sách hoặc thần thoại). Có ba trường hợp ngoại lệ này đã được đặt tên trước khi quy ước trên được thông qua, đó là Alpha Regio, Beta Regio, và Maxwell Montes được đặt theo tên của nhà vật lý học người Scotland James Clerk Maxwell.
| Loại đặc trưng bề mặt | Chú thích | Quy ước đặt tên                                                                                                 |
| --------------------- | --------- | --- |
| Astra                 |           | Nữ thần và những loại nữ thần khác nhau.                                                                        |
| Chasmata              |           | Nữ thần săn bắn, nữ thần Mặt Trăng.                                                                             |
| Colles                |           | Nữ thần biển cả.                                                                                                |
| Coronae               |           | Nữ thần Trái Đất và sự sinh sản.                                                                                |
| Hố va chạm            |           | Trên 20 km, đặt tên theo những người phụ nữ nổi tiếng. Dưới 20 km, đặt tên theo họ phổ biến của người con gái.  |
| Dorsa                 |           | Nữ thần bầu trời.                                                                                               |
| Farra                 |           | Nữ thần nước.                                                                                                   |
| Fluctūs               |           | Nữ thần và những loại nữ thần khác nhau.                                                                        |
| Fossae                |           | Nữ thần chiến tranh.                                                                                            |
| Labyrinthi            |           | Nữ thần và những loại nữ thần khác nhau.                                                                        |
| Lineae                |           | Nữ thần chiến tranh.                                                                                            |
| Montes                |           | Nữ thần và những loại nữ thần khác nhau (cũng có một đặc trưng bề mặt được đặt tên theo một nhà khoa học rađa). |
| Paterae               |           | Người phụ nữ nổi tiếng.                                                                                         |
| Planitiae             |           | Nữ anh hùng trong thần thoại.                                                                                   |
| Plana                 |           | Nữ thần vận may.                                                                                                |
| Regiones              |           | Nữ thần khổng lồ và nữ thần Titan (cũng có hai đặc trưng đặt tên theo hai chữ cái trong bảng chữ cái Hy Lạp).   |
| Rupēs                 |           | Nữ thần của lò sưởi và gia đình.                                                                                |
| Terrae                |           | Nữ thần tình yêu.                                                                                               |
| Tesserae              |           | Nữ thần của số phận và vận may.                                                                                 |
| Tholi                 |           | Nữ thần và những loại nữ thần khác nhau.                                                                        |
| Undae                 |           | Nữ thần sa mạc.                                                                                                 |
| Valles                |           | Tên gọi của Sao Kim trong nhiều ngôn ngữ khác nhau (400 km và dài hơn). Nữ thần sông (dài dưới 400 km).         |

### Mặt Trăng
| Loại đặc trưng bề mặt        | Quy ước đặt tên |
| ---------------------------- | --- |
| Hố va chạm                   | Các hố va chạm thường được đặt tên theo tên các nhà khoa học, học giả, nghệ sĩ và nhà thám hiểm đã qua đời, đã có đóng góp nổi bật hoặc cơ bản đối với lĩnh vực của họ. Ngoài ra, các hố va chạm nằm bên trong hoặc bao quanh vùng Mare Moscoviense đặt theo tên những phi hành gia người Nga đã qua đời và các hố va chạm nằm bên trong hoặc bao quanh hố va chạm Apollo đặt theo tên những phi hành gia người Mỹ đã qua đời. Quy ước này có thể được gia hạn nếu các quốc gia khác tham gia việc du hành vũ trụ đã gặp phải trường hợp tử vong trong chuyến bay đến vũ trụ. |
| Lacūs, Maria, Paludes, Sinūs | Các đặc trưng bề mặt này được đặt tên theo các thuật ngữ tiếng Latinh mô tả về thời tiết và các khái niệm trừu tượng khác. |
| Montes                       | Được đặt tên theo các dãy núi trên mặt đất hoặc các hố va chạm gần đó. |
| Rupēs                        | Được đặt tên theo các dãy núi gần đó (xem ở trên). |
| Valles                       | Được đặt tên theo các đặc trưng bề mặt gần đó. |
| Các đặc trưng bề mặt khác    | Các đặc trưng bề mặt không thuộc bất kỳ loại đặc trưng nào như ở trên được đặt tên theo các hố va chạm gần đó. |

### Sao Hỏavà các vệ tinh tự nhiên
| Hành tinh / vệ tinh tự nhiên | Loại đặc trưng bề mặt     | Quy ước đặt tên |
| ---------------------------- | ------------------------- | --- |
| Sao Hỏa                      | Hố va chạm lớn            | Những nhà khoa học đã qua đời có đóng góp cho việc nghiên cứu Sao Hỏa, các nhà văn và những người khác đã đóng góp vào truyền thuyết Sao Hỏa |
| Sao Hỏa                      | Hố va chạm nhỏ            | Những ngôi làng trên thế giới có mật độ dân số dưới 100.000 người. |
| Sao Hỏa                      | Thung lũng lớn            | Tên gọi của Sao Hỏa hoặc ngôi sao trong nhiều ngôn ngữ khác nhau. |
| Sao Hỏa                      | Thung lũng nhỏ            | Tên gọi cổ điển hoặc hiện đại của các dòng sông. |
| Sao Hỏa                      | Các đặc trưng bề mặt khác | Từ đặc trưng suất phản chiếu đã được đặt tên nằm gần nhất trên bản đồ của Schiaparelli hoặc Antoniadi. |
| Deimos                       | -                         | Các đặc trưng trên Deimos được đặt tên theo những tác giả đã viết về vệ tinh của Sao Hỏa. Hiện tại có hai đặc trưng được đặt tên trên Deimos: Hố va chạm Swift và hố va chạm Voltaire – theo tên của Jonathan Swift và Voltaire, những người đã dự đoán sự hiện diện của các vệ tinh quay quanh Sao Hỏa. |
| Phobos                       |                           | Tất cả các đặc trưng bề mặt trên Phobos đều được đặt tên theo tên những nhà khoa học có liên quan đến việc khám phá, động lực học, hoặc các đặc tính của các vệ tinh quay quanh Sao Hỏa hoặc cư dân và vị trí từ trong tiểu thuyết Gulliver du ký của Jonathan Swift.                                    |

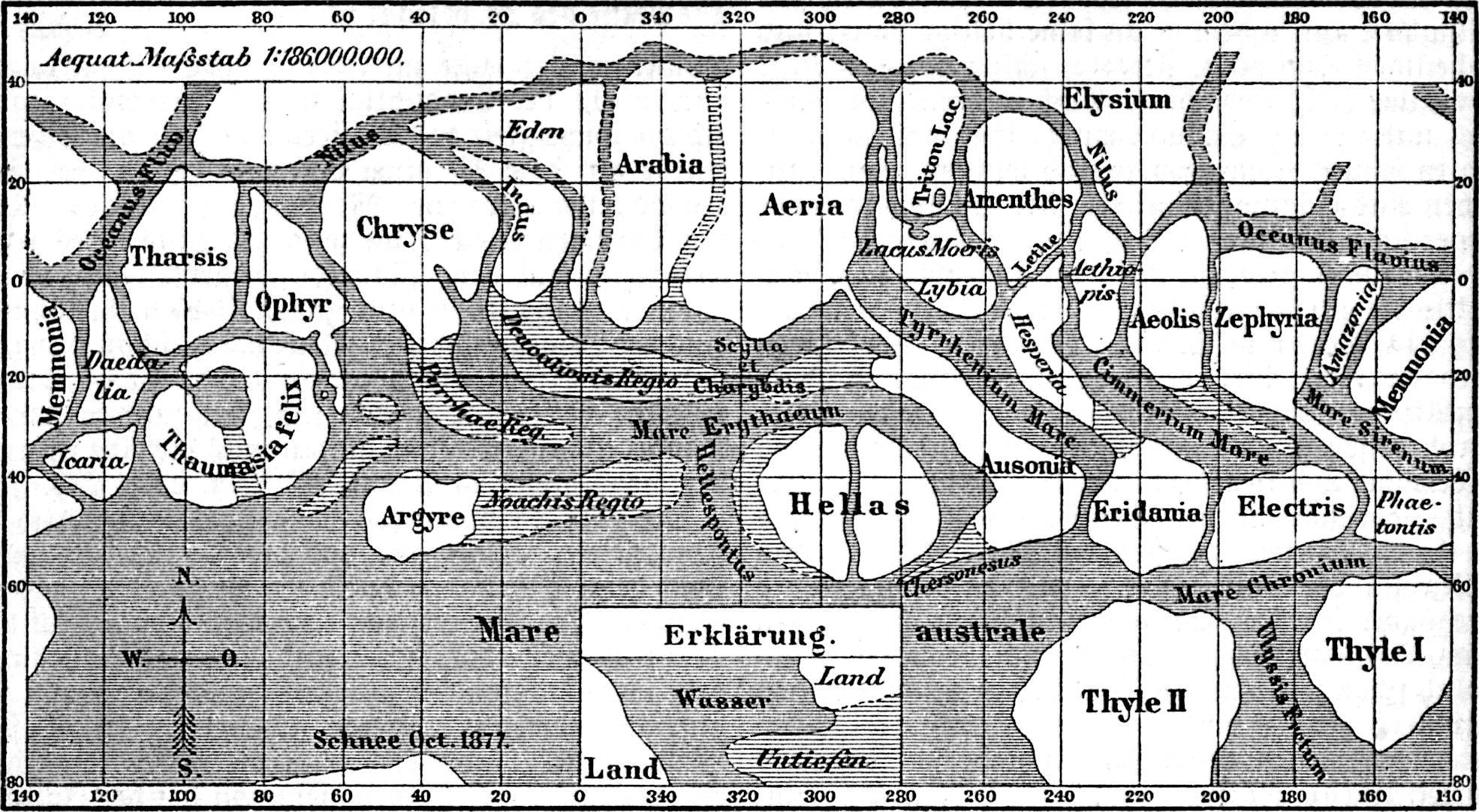
Bản đồ Sao Hỏa thời đầu của Giovanni Schiaparelli, mô tả đặc trưng suất phản chiếu cổ điển.

Khi các tàu thăm dò không gian hạ cánh trên Sao Hỏa, các đặc trưng nhỏ riêng lẻ như đá, cồn cát và vùng trũng thường được đặt những cái tên không chính thức. Nhiều trong số các đặc trưng này rất phù phiếm: các đặc trưng được đặt theo tên của các loại kem (chẳng hạn như Cookies N Cream), nhân vật hoạt hình (chẳng hạn như SpongeBob và Patrick), và các vở nhạc kịch vào thập niên 1970 (chẳng hạn như ABBA và Bee Gees).

### Vệ tinh tự nhiên của Sao Mộc
| Hành tinh / vệ tinh tự nhiên | Loại đặc trưng bề mặt                    | Quy ước đặc tên |
| ---------------------------- | ---------------------------------------- | --- |
| Amalthea                     | -                                        | Những người và vị trí gắn liền với thần thoại Amalthea. |
| Thebe                        | -                                        | Các đặc trưng bề mặt trên Thebe được đặt tên theo những người và vị trí gắn liền với thần thoại Thebe. Chỉ có một đặc trưng duy nhất được đặt tên trên Thebe là hố va chạm Zethus.                                |
| Io                           | Tâm phun trào                            | Các ngọn núi lửa đang hoạt động trên Io được đặt tên theo những vị thần hoặc anh hùng của lửa, Mặt Trời và sấm sét.                                                                                               |
| Io                           | Catenae                                  | Dãy các hố va chạm được đặt theo tên vị thần Mặt trời. |
| Io                           | Fluctūs                                  | Tên của loại đặc trưng này bắt nguồn từ một đặc trưng bề mặt được đặt tên gần đó, những vị thần lửa, Mặt Trời, sấm sét hoặc núi lửa, nữ thần và anh hùng hoặc thợ rèn trong thần thoại.                           |
| Io                           | Mensae, Montes, Plana, Regiones và Tholi | Các đặc trưng này có thể được đặt tên theo những vị trí gắn liền với thần thoại Io, bắt nguồn từ các đặc trưng được đặt tên gần đó hoặc các địa danh từ trong phần Địa ngục nằm ở bài thi ca Thần khúc của Dante. |
| Io                           | Paterae                                  | Các đặc trưng này trên Io được đặt theo tên những vị thần lửa, Mặt Trời, sấm sét hoặc núi lửa, những anh hùng, nữ thần hoặc thợ rèn trong thần thoại.                                                             |
| Io                           | Valles                                   | Tên của các thung lũng bắt nguồn từ tên gọi các đặc trưng gần đó. |
| Europa                       | Chaos                                    | Những vị trí gắn liền trong thần thoại Celtic. |
| Europa                       | Hố va chạm                               | Những vị thần và anh hùng trong thần thoại Celtic. |
| Europa                       | Flexus                                   | Những vị trí gắn liền với thần thoại Europa. |
| Europa                       | Những đặc trưng có vành rộng lớn         | Vòng tròn đá trong thần thoại Celtic. |
| Europa                       | Lenticulae                               | Những vị thần và anh hùng trong thần thoại Celtic. |
| Europa                       | Lineae                                   | Những người gắn liền với thần thoại Europa. |
| Europa                       | Maculae                                  | Những vị trí gắn liền với thần thoại Europa. |
| Europa                       | Regiones                                 | Những vị trí gắn liền trong thần thoại Celtic. |
| Ganymede                     | Catenae, hố va chạm                      | Những vị thần và anh hùng trong nền văn minh Trung Đông cổ đại. |
| Ganymede                     | Faculae                                  | Những vị trí gắn liền với thần thoại Ai Cập. |
| Ganymede                     | Fossae                                   | Những vị thần (hoặc các nguyên tắc) của người Lưỡi liềm Màu mỡ thời cổ đại. |
| Ganymede                     | Paterae                                  | Được đặt tên theo tên các wadi ở Trung Đông. |
| Ganymede                     | Regiones                                 | Những nhà thiên văn học đã khám phá ra các vệ tinh tự nhiên của Sao Mộc. |
| Ganymede                     | Sulci                                    | Những vị trí gắn liền trong thần thoại của con người thời cổ đại. |
| Callisto                     | Các đặc trưng có vành rộng lớn           | Ngôi nhà của những vị thần và anh hùng. |
| Callisto                     | Hố va chạm                               | Những anh hùng và nữ anh hùng trong thần thoại phương Bắc. |
| Callisto                     | Catenae                                  | Những vị trí trong thần thoại nằm ở vĩ độ cao. |

### Vệ tinh tự nhiên của Sao Thổ
| Hành tinh / vệ tinh tự nhiên | Loại đặc trưng bề mặt               | Quy ước đặt tên |
| ---------------------------- | ----------------------------------- | --- |
| Janus                        | -                                   | Những người từ thần thoại Castor và Pollux. |
| Epimetheus                   | -                                   | Những người từ thần thoại Castor và Pollux. |
| Mimas                        | -                                   | Những người và vị trí từ truyền thuyết Cái chết của Vua Arthur của Malory |

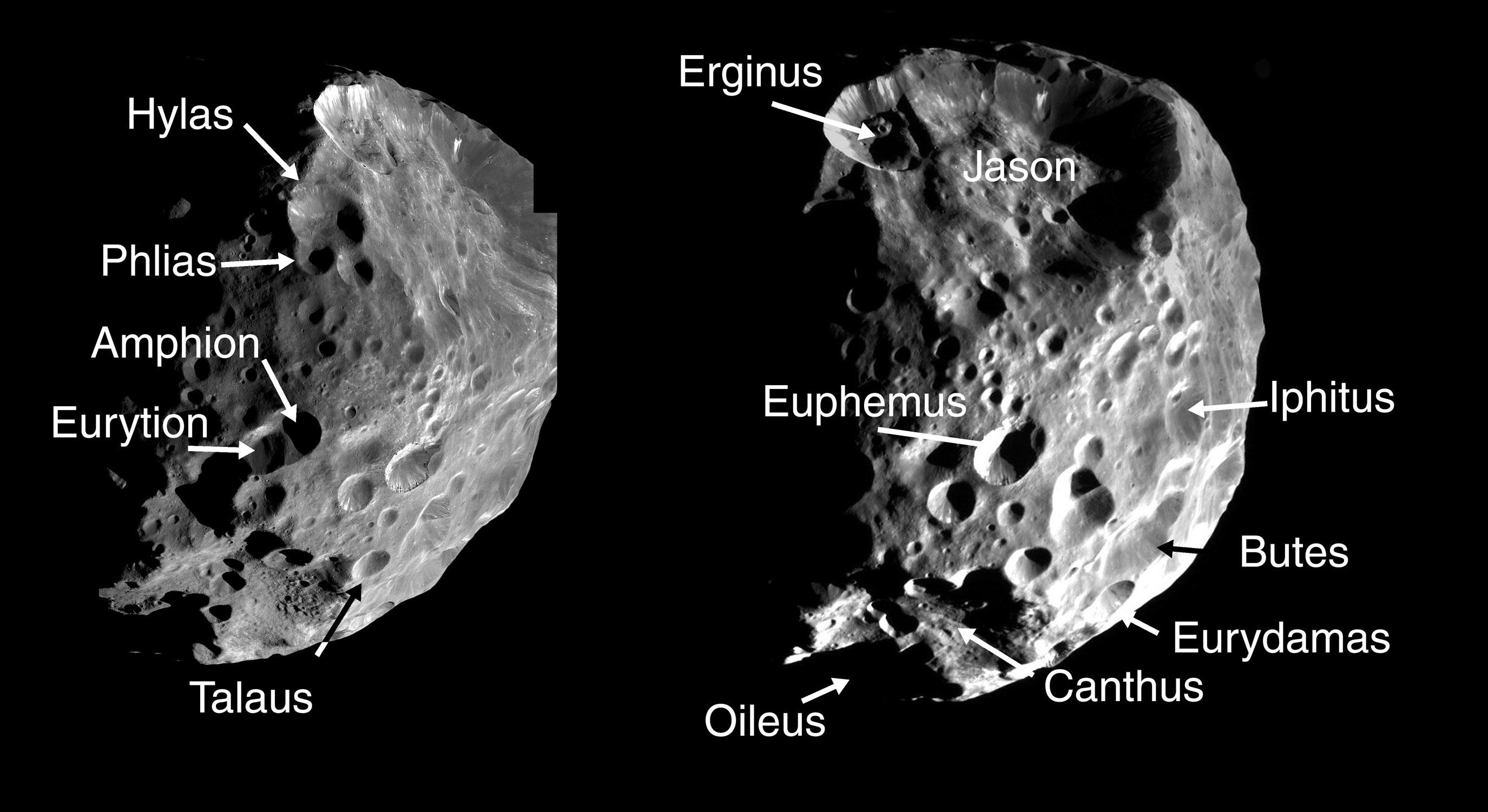
Ảnh minh họa danh pháp các hố va chạm trên Phoebe.

| Enceladus                    | -                                   | Những người và vị trí từ cuốn sách Nghìn lẻ một đêm của Burton. |
| Tethys                       | -                                   | Những người và vị trí từ cuốn thiên sử thi Odyssey của Homer. |
| Dione                        | -                                   | Những địa điểm từ thần thoại La Mã, hoặc những người và vị trí từ sử thi Aeneis của Vergilius. |
| Rhea                         | -                                   | Những người và vị trí từ truyền thuyết sáng thế. |
| Titan                        | Suất phản chiếu, Terrae             | Những vị trí linh thiêng hoặc bị mê hoặc, thiên đường hoặc cõi trời từ truyền thuyết, thần thoại, truyện và thơ của các nền văn hóa trên khắp thế giới.                                                      |
| Titan                        | Colles                              | Tên của các ngọn núi và chỏm núi từ vùng Trung Địa, bối cảnh hư cấu trong các tiểu thuyết viễn tưởng được tác giả người Anh J. R. R. Tolkien.                                                                |
| Titan                        | Hố va chạm và các đặc trưng có vành | Những vị thần và nữ thần của trí tuệ. |
| Titan                        | Facula, Faculae                     | Facula được đặt tên theo tên các hòn đảo trên Trái Đất không được độc lập về mặt chính trị. Faculae được đặt tên theo tên các quần đảo.                                                                      |
| Titan                        | Fluctūs                             | Vị thần và nữ thần tình yêu. |
| Titan                        | Flumina                             | Tên của các con sông trong thần thoại hoặc tưởng tượng ra. |
| Titan                        | Freta                               | Tên của các nhân vật trong loạt tiểu thuyết khoa học viễn tưởng Lực lượng nền móng của tác giả người Mỹ Isaac Asimov.                                                                                        |
| Titan                        | Insulae                             | Tên của các hòn đảo từ truyền thuyết và thần thoại. |
| Titan                        | "Biển" và Maria                     | Những sinh vật biển từ thần thoại và văn chương. |
| Titan                        | Montes                              | Tên của các ngọn núi và chỏm núi từ vùng Trung Địa, bối cảnh hư cấu trong các tiểu thuyết viễn tưởng được tác giả người Anh J. R. R. Tolkien.                                                                |
| Titan                        | Planitiae và Labyrinthi             | Tên gọi của các hành tinh từ loạt tiểu thuyết khoa học viễn tưởng Cồn Cát được viết bởi tác giả người Mỹ Frank Herbert.                                                                                      |
| Titan                        | Sinūs                               | Tên gọi các vịnh trên mặt đất, vịnh nhỏ, fjord hoặc các vịnh hẹp khác. |
| Titan                        | Undae                               | Những vị thần và nữ thần gió. |
| Titan                        | Virgae                              | Những vị thần và nữ thần mưa. |
| Hyperion                     | -                                   | Thần Mặt Trời và thần trăng. |
| Iapetus                      | -                                   | Những người và vị trí từ các bản dịch của tác phẩm Trường ca Roland do Sayers thực hiện. Chỉ có một đặc trưng ngoại lệ là Cassini Regio, đặt tên theo tên người khám phá ra vệ tinh này là Giovanni Cassini. |
| Phoebe                       | Hố va chạm                          | Các hố va chạm trên Phoebe được đặt tên theo những người gắn liền với thần thoại Phoebe hoặc những người từ sử thi Argonautica của Apollonius Rhodius hoặc Gaius Valerius Flaccus.                           |
| Phoebe                       | Các đặc trưng bề mặt khác           | Các đặc trưng không có hố va chạm trên Phoebe được đặt tên theo những vị trí từ sử thi Argonautica. |

### Vệ tinh tự nhiên của Sao Thiên Vương
| Hành tinh / vệ tinh tự nhiên | Quy ước đặt tên |
| ---------------------------- | --- |
| Puck                         | Những chàng tiên tinh nghịch (Puck). |
| Miranda                      | Những nhân vật và vị trí từ các vở kịch của Shakespeare. |
| Ariel                        | Linh hồn ánh sáng (cá nhân và tập thể). |
| Umbriel                      | Linh hồn bóng tối (cá nhân) |
| Titan                        | Các nhân vật nữ và vị trí từ các vở kịch của Shakespeare. |
| Oberon                       | Những anh hùng bi tráng và vị trí từ các vở kịch của Shakespeare. |
| Các vệ tinh nhỏ              | Hiện tại không có đặc trưng bề mặt nào được đặt tên trên các vệ tinh nhỏ của Sao Thiên Vương, tuy nhiên theo quy ước đặt tên là đặt theo tên những nữ anh hùng từ các vở kịch của Shakespeare và Pope. |

### Vệ tinh tự nhiên của Sao Hải Vương
| Hành tinh / Vệ tinh tự nhiên | Quy ước đặt tên |
| ---------------------------- | --- |
| Proteus                      | Các đặc trưng trên Proteus được đặt tên theo những linh hồn liên quan đến nước, những vị thần hoặc nữ thần không thuộc thần thoại Hy Lạp và La Mã. Chỉ có một đặc trưng được đặt tên trên Proteus là hố va chạm Pharos. |
| Triton                       | Các đặc trưng địa lý trên Triton nên được đặt tên liên quan đến biển, ngoại trừ những tên gọi có nguồn gốc từ Hy Lạp và La Mã. Những tiêu đề có thể có cho các thuật ngữ mô tả riêng lẻ gồm tên gọi những thủy thần trên khắp thế giới, những đài phun nước nổi tiếng trên mặt đất hoặc vị trí của đài phun nước, đặc trưng thủy văn trên mặt đất, mạch nước phun nổi tiếng trên mặt đất hay các vị trí của mạch nước phun, và các hòn đảo trên mặt đất. |
| Nereid                       | Hiện tại không có đặc trưng bề mặt nào được đặt tên trên Nereid. Khi các đặc điểm được phát hiện, chúng sẽ được đặt tên theo các nereid. |
| Các vệ tinh nhỏ              | Các đặc trưng bề mặt trên các vệ tinh nhỏ của Sao Hải Vương, một khi được phát hiện sẽ đặt tên theo tên vị thần và nữ thần gắn liền với thần thoại Neptune/Poseidon hoặc những sinh vật biển trong thần thoại nói chung. |

### Sao Diêm Vươngvà các vệ tinh tự nhiên

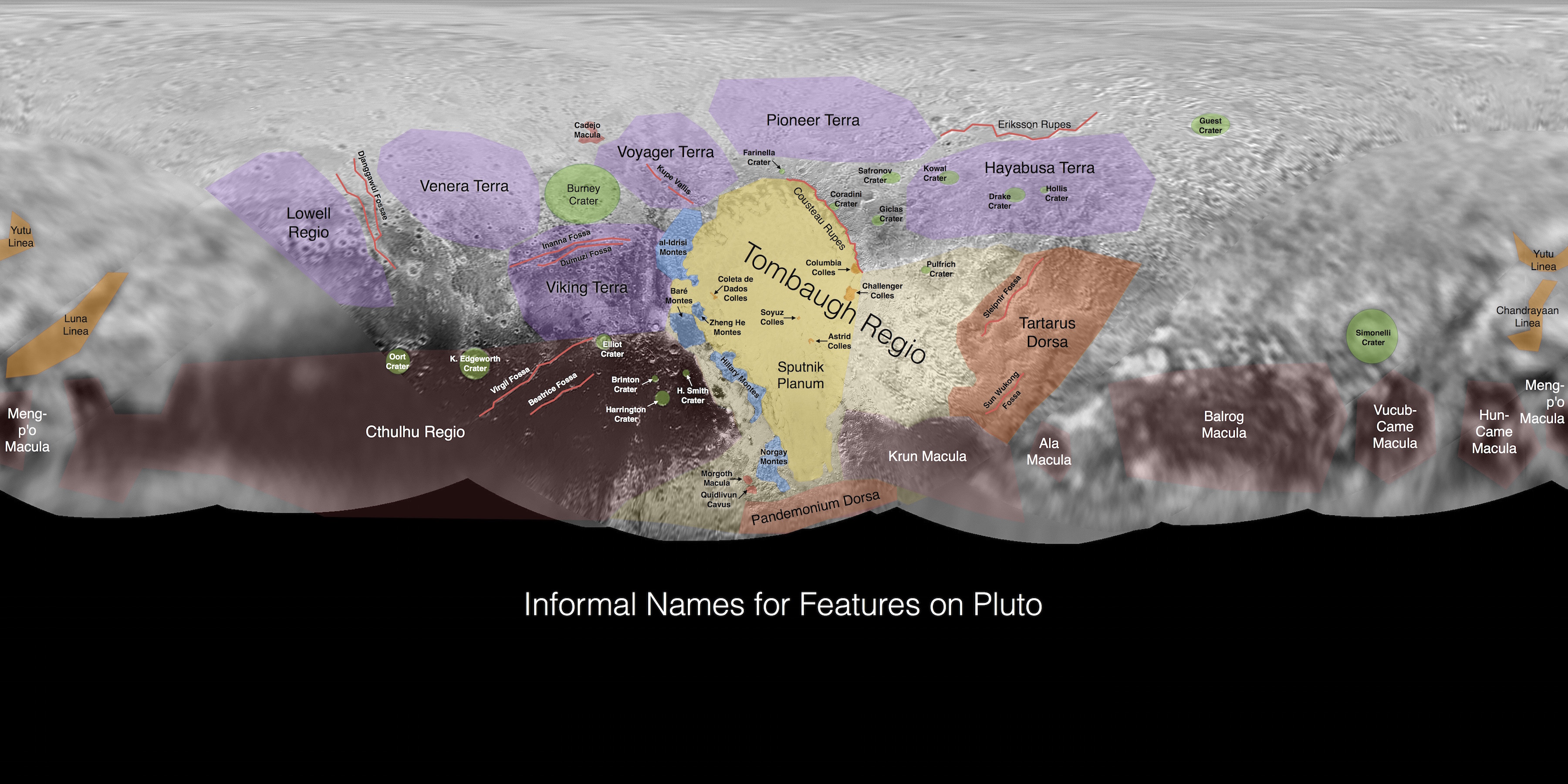
Các đặc trưng địa lý được đặt tên không chính thức trên Sao Diêm Vương.

Không có đặc trưng bề mặt nào trên hành tinh lùn Sao Diêm Vương được đặt tên vì cực kỳ khó phân biệt từng đặc trưng bề mặt này qua quan sát bằng kính viễn vọng. Nếu được phát hiện, các đặc trưng bề mặt trên Sao Diêm Vương sẽ được đặt tên theo những vị thần cai quản cõi âm phủ.

### Tiểu hành tinh
| Tiểu hành tinh     | Đặc trưng bề mặt   | Quy ước đặt tên |
| ------------------ | ------------------ | --- |
| 1 Ceres            | Hố va chạm         | Những thần nông nghiệp. |
| 1 Ceres            | Các đặc trưng khác | Những lễ hội nông nghiệp. |
| 4 Vesta            | Hố va chạm         | Những người phụ nữ trong lịch sử và thần thoại La Mã cổ đại (trong một trường hợp có một hố va chạm là Angioletta, theo tên của một nhà khoa học nữ sống ở La Mã thời hiện đại. |
| 4 Vesta            | Các đặc trưng khác | Những lễ hội ở La Mã thời cổ đại. |
| (243) Ida          | Hố va chạm         | Các hang động trên thế giới. |
| (243) Ida          | Dorsa              | Những người tham gia dự án Galileo. |
| (243) Ida          | Regiones           | Người khám phá tiểu hành tinh Ida và vị trí gắn liền với người khám phá này. |
| (243) Ida I Dactyl | Hố va chạm         | Thể thơ đactin của người Ida. |
| (951) Gaspra       | Hố va chạm         | Suối nước khoáng trên thế giới. |
| (951) Gaspra       | Regiones           | Người khám phá ra Gaspra và những người tham gia dự án Galileo. |
| (253) Matilde      | Hố va chạm         | Các vùng mỏ dầu và bồn trũng trên thế giới. |
| (433) Eros         | Hố va chạm         | Tên thần thoại, văn học và lịch sử của những người tình. |
| (433) Eros         | Regiones           | Người khám phá ra Eros. |
| (433) Eros         | Dorsa              | Các nhà khoa học đã góp phần khám phá và nghiên cứu về Eros. |
| (25143) Itokawa    | -                  | IAU đã đặt tên cho các hố va chạm và regiones của Itokawa, nhưng lại không tiết lộ quy ước đặt tên của chúng.                                                                   |